# Rates espinoses
Les rates espinoses (Echimyidae) són una família de rosegadors histricògnats. Viuen a Centreamèrica i gran part de Sud-amèrica. També visqueren al Carib fins a la dècada del 1800. Algunes autoritats creuen que el coipú del sud i centre de Sud-amèrica és part d'aquesta família.